# Koncentracijsko taborišče Rab
Koncentracijsko taborišče Rab je bilo fašistično koncentracijsko taborišče 2. svetovne vojne. Ustanovila ga je italijanska fašistična oblast na jadranskem otoku Rab julija 1942 v bližini otoškega kraja Kampor, razpuščeno pa je bilo 5. septembra 1943, ob kapitulaciji Italije.
Koncentracijsko taborišče je bilo zgrajeno v nižinskem predelu otoka, zaradi česar je večkrat prišlo do poplav. Območje z improviziranimi šotori je zapiralo do 10.000 internirancev, večinoma Slovencev, Judov in Hrvatov. 
Od lakote in težkih življenjskih razmer zlasti pozimi in poleti je v njem umrlo okoli 1200 ljudi, od tega več kot 100 otrok pod 10 let. Posamezniki navajajo tudi višje število žrtev. Nadaljnjih 800 jih je umrlo po kasnejši premestitvi v druga taborišča Italije, npr. Gonars in Padovo. Množica preživelih internirancev je že pred kapitulacijo Italije in razpustitvijo taborišča v ilegali septembra 1943 ustanovila rabsko brigado s petimi bataljoni, ki je sicer razorožila italijansko posadko, vojni zločinci pa so jo odnesli brez kazni. Še več, bivši taboriščniki so jim celo pomagali pri organizaciji vrnitve domov v Italijo. Za svoja dejanja pozneje nihče med vodji taborišča ni odgovarjal. Se pa je rabska brigada postavila po robu novim (nemškim) okupatorjem.
Leta 1953 je bil na območju taborišča zgrajen spominski park, ki ga je načrtoval Edvard Ravnikar skupaj s sodelavci. Mozaik v odprtem paviljonu je dodal Marij Pregelj. Spominsko območje so  urejali zaporniki z Golega otoka.
Enako kot ostala poglavja italijanske fašistične zgodovine tudi koncentracijsko taborišče Rab zaradi zavezniške vloge Italije v zadnjih letih 2. svetovne vojne in povojnega zanikanja ostaja malo znano izven meja nekdanje Jugoslavije. Leta 2003 je italijanski desni premier Silvio Berlusconi dvignil prah z izjavo, da italijanski fašisti nasprotnikov režima in drugih niso pošiljali v koncentracijska taborišča, pač pa le na obvezne počitnice.

## Komemoracija
V spominskem parku Občina Rab in Združenje antifašistov Rab vsako leto 5. septembra, na dan osvoboditve taborišča, priredita slovesnost v spomin več kot 15.000 internirancem. Komemoracije se pogosto udeležijo visoki politični predstavniki iz Slovenije in Hrvaške. Leta 2018 je kot slavnostni govornik nastopil takratni predsednik Državnega zbora Dejan Židan. Leta 2020 sta se žrtvam in internirancem poklonila slovenski in hrvaški predsednik, Borut Pahor in Zoran Milanović. Šlo je za prvo skupno udeležbo dveh visokih političnih gostov iz obeh držav.
Leta 2023 sta se slovesnosti ob 80. obletnici osvoboditve taborišča kot slavnostna govorca udeležila slovenska predsednica Nataša Pirc Musar in hrvaški predsednik Zoran Milanović. Predsednika obeh držav sta vabilo na komemoracijo dobila skupaj s predsednikom Republike Italije, Sergiom Matarello, ki pa se na poziv k udeležbi ni odzval. Italijanska stran na dogodek ni poslala niti drugih predstavnikov političnega vrha.